# Lewica i Demokraci

Parteilogo

Lewica i Demokraci (kurz LiD) war ein politisches Bündnis sozialdemokratischer, linker und liberaler Parteien in Polen. Es bildete sich anlässlich der Kommunalwahlen 2006.
Das Bündnis besaß einen linksliberalen und sozialdemokratischen Charakter und bestand aus dem Zusammenschluss der Parteien Sozialdemokratie Polens (kurz SdPL), Partia Demokratyczna (kurz PD), dem Sojusz Lewicy Demokratycznej (kurz SLD) und der Unia Pracy (kurz UP), der offiziell am 3. September 2006 in Warschau vollzogen wurde.
Vorsitzender und Spitzenkandidat war zunächst der ehemalige Staatspräsident Aleksander Kwaśniewski. Nach der Wahl zog sich dieser aus der aktiven Politik zurück. Sein Nachfolger als Führungspersönlichkeit des Bündnisses wurde der damalige Vorsitzende der SLD Wojciech Olejniczak, der auch das Amt des Vorsitzenden der späteren Fraktion des Bündnisses im Sejm übernahm.
Mit dem Wahlprogramm Polska Przyjazna i Nowoczesna („Freundliches und modernes Polen“) trat die LiD zu den Parlamentswahlen in Polen 2007 an und erreichte 13,15 Prozent der Stimmen, was im Vergleich zu der Stimmensumme der bündnisbildenden Parteien bei den Wahlen 2005 (SLD 11,31 % + SDPL und UP 3,89 % + PD 2,45 % = 17,65 %) einen Verlust von 4,5 Prozentpunkten bedeutete. LiD wurde dennoch drittstärkste Kraft hinter PO (41,51 %) und PiS (32,11 %), aber vor PSL (8,91 %) und dem Wahlkomitee Deutsche Minderheit (0,2 %).
2008 wurde das Bündnis aufgelöst.